# Rjóko Mucu
Rjóko Mucu (陸奥 亮子 Mucu Rjóko, listopad 1856 Edo – 15. srpna 1900 Tokio) byla japonská šlechtična a humanistka. Byla členkou společnosti Japonského čeveného kříže a manželkou hraběte Munemicua Mucu. Pro svoji krásu a inteligenci byla nazývána „květinou washingtonské společnosti”.

## Životopis
Narodila se v listopadu 1856 v Edu jako nejstarší dcera samurajského praporčíka (hatamoto) Šitomiho Kanedy a jeho konkubíny. Na začátku období Meidži pracovala jako gejša v Kašiwaja v Šinbaši v Tokiu, pod jménem Kosuzu. Spolu s Kosei, která byla milenkou hraběte Taisukeho Itagakiho, byly nazvány „dvěma kráskami z Šimbaši”.
Ačkoli žila ve čtvrti gejš (hanamači), měla reputaci cudné ženy, která chová nenávist k mužům. Přesto po smrti Renko, první ženy Munemicua Mucu, se stala jeho druhou ženou. Provdala se za něj v květnu 1872 ve věku 17 let.
Munemicu měl ze svého předchozí manželství dva syny, Hiročikiho a Džunkičiho. V roce 1873 se manželům narodila první dcera Sajako. V roce 1877 zemřel Munemicův otec Munehiro Date.
Po nastolení reforem Meidži (1868), byl Munemicu odsouzen k pěti letům ve vězení kvůli jeho údajné roli v převratu na svržení vlády. Byl uvězněn ve vězení Jamagata (později ve vězení Mijagi). Rjóko se přestěhovala k rodině Cuda, aby zde pomáhala své tchyni, vychovávala děti a podporovala uvězněného manžela. Ten jí z vězení posílal mnoho dopisů. Během doby ve vězení Mijagi napsal i čínskou báseň o jejich lásce.
V roce 1882 byl Munemicumimu udělen speciální pardon, po němž mu bylo umožněno opustit vězení. Poté na radu Hirobumiho Itóa odjel studovat do Evropy. Během jeho pobytu v zahraničí napsal Rjóko více něž 50 dopisů. V roce 1886 se vrátil do Japonska a vstoupil do vládních služeb. Rjóko se připojila do společenských kruhů a byla nazývána „květinou z Rokumeikan”, společně s Kjóko, manželkou hraběte Udžitaky Tody.
V roce 1888 s manželem odjela do Spojených států, který se zde stal ambasadorem. Rjóko byla kvůli své kráse, eleganci a osobnímu šarmu nazývána „květinou washingtonské společnosti” a „květinou japonského zastupitelského úřadu v USA”. V roce 1893, zemřela dcera Sajako, krátce před jejími dvacátými narozeninami.
Po smrti Munemicuho v roce 1897 si Rjóko k sobě vzala na vychování Fujuko Kanedu, dítě jejího manžela a gionské gejši.
Rjóko zemřela 15. srpna 1900 ve věku 45 let v důsledku metastazujícího nádoru. Fujuko byla synem Hirokičim adoptována do rodiny Mucu, kde zemřela 22. května 1904.